# Томислав Жигманов
Томислав Жигманов (Таванкут, 12. маја 1967) је српски политичар, филозоф и књижевник хрватског порекла. Председник је Демократског савеза Хрвата у Војводини, у више мандата је биран за народног посланика у Народној скупштини Републике Србије, а тренутно обавља функцију министра за људска и мањинска права и друштвени дијалог у Влади Републике Србије.

## Биографија
Жигманов је рођен у Таванкуту 12. маја 1967. године као син трактористе Калмана Жигманова и домаћице Ружице рођ. Мачковић. У Таванкуту је похађао Основну школу Матија Губец. На Филозофском факултету у Новом Саду одсек филозофија је дипломирао са оценом 10 на тему "Платонови докази за бесмртност душе и питање етике".
У прво време предавао је у средњој економској школи Боса Милићевић у Суботици са непуним фондом часова. Затим је предавао историју филозофије на Теолошко-катехетском институту Суботичке бискупије.

## Политички живот
Жигманов је рано ступио у политички живот у Србији. Већ 1991. јавља се као члан Демократског савеза Хрвата у Војводини. Из исте странке је избачен 1996. након разилажења са руководством.
Године 2015. је постао председник ДСХВ, а на изборима 2016. је изабран за народног посланика на листи Демократске странке.
Новембра 2019. ступио је у коалицију са Лигом социјалдемократа Војводине под називом Војвођански фронт, с којом се кандидује за посланичко место у Скупштини Србије.
На парламентарним изборима у Србији 2023. његова странке није освојила посланички мандат у Скупштини ни на републичком ни на покрајинском нивоу власти.

## Књижевна делатност
У хрватском културном контексту је песник, прозаик, есејист, професор филозофије, директор “Завода за културу војвођанских Хрвата” у Суботици, и добитник награде “Зване Чрња” на V Данима есеја у октобру 2007. године у Пули, за најбољу књигу есеја “Minimum in maximis”. Његове песме објављене су у „Антологији поезије песника националних мањина и етничких заједница у Србији“ под називом „Трајник“, коју је приредио песник и академик Ристо Василевски. Томислав Жигманов је сам сачинио избор песама хрватских песника, написавши кратак предговор и саставивиши биографске податке о њима, определивши се притом за приказ савремене хрватске поезије. Књига Томислава Жигманова „Хрвати у Војводини данас: трагање за идентитетом“ представљена је у „Хрватској матици исељеника“ у Загребу, 2. фебруара 2007. године. Приликом трећег по реду „Књижевног прела“ одржаног 20. фебруара, у Хрватском културном центру „Буњевачко коло“, у организацији „Хрватске читаонице“ представљене су три књиге и то на три различита мултимедијална начина, између осталог представљен је и филмски уредак Рајка Љубића под називом „Све аренде у слуге Енте“, снимљен по приповести из књиге Томислава Жигманова „Прид свитом - сага о свиту који нестаје“.
Својим делима је 2009. ушао у антологију поезије националних мањина у Србији Трајник (приредитеља Ристе Василевског).

## Дела
Књижевна
- Раскривања  (књига рефлексивних стихова)
- Ефемерије свакодневља
- Буњевачки блуес  (књига стихова), 2002.
- Без свлак мрака, поема, 2005.
- Минимум ин Макимис - Записи с руба о нерубноме  (књига филозофских есеја), 2007.
- Прид свитом - сага о свиту који нестаје , прозни монолози, 2008. (писана на буњевачкој икавици)